# 99 Hudson Street
99 Hudson Street ist ein Wolkenkratzer in Jersey City. Mit einer Höhe von 274 m ist es seit der Erbauung 2019 das höchste Gebäude des Bundesstaates New Jersey. Bereits am 27. September 2018 wurde die volle Endhöhe erreicht. Auf seinen 79 Etagen befinden sich 781 Apartments sowie 609 Parkplätze, die von den Bewohnern genutzt werden können. Der Turm entspringt aus einem mehrstöckigen Sockelgebäude, auf dessen Dachterrasse sich ein Pool sowie Grünanlagen befinden. Es gibt außerdem Allgemeinflächen, wie zum Beispiel einen Wellnessbereich, einen Golfsimulator und einen Grillplatz. Im Jahr 2021 reichten einige Wohnungseigentümer Klagen wegen Baumängeln ein; zwei Eigentümer verklagten die Besitzer, die Firma China Overseas America mit Stammsitz in Hongkong, aufgrund falscher Quadratmeterangaben.
Das Ensemble liegt im Zentrum von Jersey City, unweit von 30 Hudson Street, vormals höchstes Gebäude der Stadt, und des Hudson Rivers. Auf der gegenüberliegenden Flussseite befindet sich die Skyline von Manhattan.